# هيلموت شولتس
هيلموت شولتس (بالألمانية: Helmut Scholz )‏ (و. 1954  م) هو سياسي، ونقابي ألماني، ولد في برلين، هو عضوٌ في الحزب اليساري الألماني.

## مناصب
تولى منصب عضو في البرلمان الأوروبي (منذ 25 مايو 2014)
- عضو في البرلمان الأوروبي (14 يوليو 2009–30 يونيو 2014).[2]

## التعليم
تعلم في معهد موسكو الحكومي للعلاقات الدولية.